# Karmjanský rajón
Karmjanský rajón (bělorusky Кармянскі раён, ukrajinsky Кормянський район, rusky Кормянский район) je územně-správní jednotkou na severovýchodě Homelské oblasti v Bělorusku. Administrativním centrem rajónu je město Karma (bělorusky Карма, rusky Корма).

## Geografie
Rajón má rozlohu necelých 950 km². Hraničí se Slaŭhardským a Krasnapolským rajónem v Mohylevské oblasti spolu s Čačerským a Rahačoŭským rajónem v Homelské oblasti. Hlavními řekami jsou Sož, Karmjanka, Dobryč, Kljapinka, Kasjeljanka a Horna.
Na území nivy Sože se nachází 12 rybníků a mnoho jezer. Celkem 37 % území je pokryto lesy. V rajónu byly nalezeny nerostné suroviny, například 3 ložiska křídy s rezervou ve výši přibližně 1 milion tun, ložiska cihlářských surovin a písku, které se odhadují každý na 500 000 m³.
Na území rajónu se rozkládá i Strumjenská botanická rezervace.

## Historie
Výsledky archeologických výzkumů ukazují, že území v povodí řeky Sož bylo osídleno už od starověku. Během průzkumů v blízkosti obce Strumjeň byl nalezen kamenný nůž, jehož stáří se odhaduje na 17 až 18 000 let.
Po skončení doby ledové (před 10 až 14 000 roky) žily v Posoží kmeny hřenské kultury. Jméno této kultury dalo název archeologickému nalezišti přírodní hranice Hřensko, která se nachází u obce Vornaŭka v Karmjanském rajónu.
Rajón byl vytvořen 17. července 1924 a před červencem 1930 byl součástí Mohyljoŭského okruhu. Dne 15. ledna 1938 byl zařazen pod správu Homelské oblasti. Dne 25. prosince 1962 byl rajón zrušen a jeho území bylo předáno Rahačoŭskému rajónu, a v lednu 1965 Čačerskému rajónu.
Karmjanský rajón, jako územně-správní jednotka, byla obnovena pod současným jménem 30. července 1966.

## Obyvatelstvo
Podle sčítání lidu, které bylo provedeno v roce 2009, má rajón 15 456 obyvatel a v průměru 16.33 obyvatel/km². V městském prostředí žilo 7 500 lidí.
Populaci tvoří Bělorusové (95.29%), Rusové (3.08%) a další (1.63%).
Karmjanský rajón je rozdělen na rajónní sídlo Karma, které je také správním centrem rajónu a na dalších 8 venkovských obcí (selsovětů). Na celém území rajónu existuje celkem 76 osad.
Před havárii černobylské jaderné elektrárny bylo rajónu registrováno 104 osad a počet obyvatel se šplhal k číslu 25 900 obyvatel (v městském sídle Karma žilo 6 450 obyvatel). Po nehodě bylo přesídleno 3 400 rodin (6 000 lidí) a celkem 29 osad přestalo existovat. Mimo provoz byly odstaveny 2 zemědělské podniky, které měli v majetku 16 800 ha zemědělské půdy.

## Doprava
Rajónem prochází silniční komunikace Čačersk — Karma — Žuravičy a Karma — Doŭsk — Rahačoŭ.

## Pamětihodnosti
Na území rajónu se nacházejí archeologické lokality: hradiště (osada Vazňasjensk a Lunačarsk, vesnice Vornaŭka, Zalatamino, Zjaćkavičy, Novy Mlyn), vesnice (Kazimiroŭ, Kascjukoŭka, Strumjeń) a hřbitov (vesnice Strumjeń).
V rajónu leží i památky dřevěné architektury: dům a stodola z 19. století v obci Vaščanki, dům z 19. století v obci Žabin, Mikulášův chrám (zřícenina, z roku 1832 až 1836), Kostel svatého Mikuláše (z roku 1832) a zámek s fragmenty parku z konce 19. století a počátku 20. století) v Karmě. V obci Licvinačy se nachází pamětní muzeum činitele revolučního hnutí, spisovatele a pedagoga Pantěljejmona Nikolajeviče, který v roce 1918 a 1919 organizoval školní obec a blízkosti školy má památník.